# Rzepin
Rzepin (Duits: Reppen) is een stad in het Poolse woiwodschap Lubusz, gelegen in de powiat Słubicki. De oppervlakte bedraagt 11,42 km², het inwonertal 6488 (2005). Rzepin is gelegen aan de doorgaande auto- en spoorverbinding tussen Berlijn en Warschau, enkele kilometers ten oosten van de Duits-Poolse grens. Sommige treinen tussen Berlijn en Warschau stoppen er.

## Geboren
Onderstaande personen werden geboren in deze stad:
- Lona Rietschel, Duitse striptekenaar